# Tethionea tridentata
Tethionea tridentata är en skalbaggsart som beskrevs av Francis Polkinghorne Pascoe 1869. Tethionea tridentata ingår i släktet Tethionea och familjen långhorningar. Inga underarter finns listade i Catalogue of Life.